# Giro del Trentino 1980
Il Giro del Trentino 1980, quarta edizione della corsa, si svolse dal 7 al 10 maggio su un percorso di 638 km ripartiti in 3 tappe più un cronoprologo, con partenza e arrivo ad Arco. Fu vinto dall'italiano Francesco Moser della Sanson-Campagnolo davanti allo svedese Tommy Prim e all'italiano Gianbattista Baronchelli.

## Tappe
| Tappa  | Data      | Percorso                                     | km    | Vincitore di tappa       | Leader cl. generale |
| ------ | --------- | -------------------------------------------- | ----- | ------------------------ | ------------------- |
| Prol.  | 7 maggio  | Arco > Torbole sul Garda (cron. individuale) | 7,3   | Francesco Moser          | Francesco Moser     |
| 1ª     | 8 maggio  | Arco > Salo                                  | 236   | Francesco Moser          | Francesco Moser     |
| 2ª     | 9 maggio  | Riva del Garda > Bolzano                     | 197   | Palmiro Masciarelli      | Francesco Moser     |
| 3ª     | 10 maggio | Bolzano > Arco                               | 198,2 | Gianbattista Baronchelli | Francesco Moser     |
| Totale | Totale    | Totale                                       | 638   |                          |                     |

## Dettagli delle tappe

### Prologo
- 7 maggio: Arco > Torbole sul Garda (cron. individuale) – 7,3 km

| Pos. | Corridore        | Squadra  | Tempo |
| ---- | ---------------- | -------- | ----- |
| 1    | Francesco Moser  | Sanson   | 8'02" |
| 2    | Jørgen Marcussen | Inoxpran | a 15" |
| 3    | Claudio Torelli  | Bianchi  | a 20" |

| Pos. | Corridore       | Squadra | Tempo |
| ---- | --------------- | ------- | ----- |
| 1    | Francesco Moser | Sanson  |       |

### 1ª tappa
- 8 maggio: Arco > Salo – 236 km

| Pos. | Corridore       | Squadra | Tempo    |
| ---- | --------------- | ------- | -------- |
| 1    | Francesco Moser | Sanson  | 6h38'32" |
| 2    | Mario Beccia    | Hoonved | s.t.     |
| 3    | Tommy Prim      | Bianchi | s.t.     |

| Pos. | Corridore       | Squadra | Tempo |
| ---- | --------------- | ------- | ----- |
| 1    | Francesco Moser | Sanson  |       |

### 2ª tappa
- 9 maggio: Riva del Garda > Bolzano – 197 km

| Pos. | Corridore           | Squadra | Tempo    |
| ---- | ------------------- | ------- | -------- |
| 1    | Palmiro Masciarelli | Sanson  | 5h27'26" |
| 2    | Francesco Moser     | Sanson  | s.t.     |
| 3    | Tommy Prim          | Bianchi | s.t.     |

| Pos. | Corridore       | Squadra | Tempo |
| ---- | --------------- | ------- | ----- |
| 1    | Francesco Moser | Sanson  |       |

### 3ª tappa
- 10 maggio: Bolzano > Arco – 198,2 km

| Pos. | Corridore                | Squadra   | Tempo    |
| ---- | ------------------------ | --------- | -------- |
| 1    | Gianbattista Baronchelli | Bianchi   | 5h18'46" |
| 2    | Giovanni Mantovani       | Hoonved   | a 2"     |
| 3    | Pierino Gavazzi          | Magniflex | s.t.     |

| Pos. | Corridore                | Squadra | Tempo     |
| ---- | ------------------------ | ------- | --------- |
| 1    | Francesco Moser          | Sanson  | 17h20'48" |
| 2    | Tommy Prim               | Bianchi | a 24"     |
| 3    | Gianbattista Baronchelli | Bianchi | a 40"     |

## Classifiche finali

### Classifica generale
| Pos. | Corridore                | Squadra                    | Tempo     |
| ---- | ------------------------ | -------------------------- | --------- |
| 1    | Francesco Moser          | Sanson-Campagnolo          | 17h20'48" |
| 2    | Tommy Prim               | Bianchi-Piaggio            | a 24"     |
| 3    | Gianbattista Baronchelli | Bianchi-Piaggio            | a 40"     |
| 4    | Giovanni Battaglin       | Inoxpran                   | a 48"     |
| 5    | Mario Beccia             | Hoonved-Bottecchia         | a 1'14"   |
| 6    | Serge Parsani            | Bianchi-Piaggio            | a 1'30"   |
| 7    | Claudio Torelli          | Bianchi-Piaggio            | a 1'33"   |
| 8    | Francesco Masi           | Mobili San Giacomo-Benotto | a 1'36"   |
| 9    | Carmelo Barone           | Sanson-Campagnolo          | a 1'37"   |
| 10   | Luciano Loro             | Hoonved-Bottecchia         | s.t.      |